# セルジオ・ペレス
- セルヒオ・ペレス

セルジオ・ミッチェル・"チェコ"・ペレス・メンドーサ（Sergio Michel Pérez Mendoza, 1990年1月26日 - ） は、メキシコ・ハリスコ州グアダラハラ出身のレーシングドライバー。「チェコ（Checo）」の愛称で親しまれている。父は国民再生運動に所属する政治家のアントニオ・ペレス・ガリベイ。兄はNASCARメキシコ（NASCAR Corona Series）のレーシングドライバーであるアントニオ・ペレス・メンドーサ。

## 経歴

### メキシコ国内（少年期）
1997年よりカートを始め、メキシコ国内の様々なカテゴリのカートレースに参戦した。2003年には国内最高峰である125ccカート選手権で3位の成績を収めた。兄弟揃ってカルロス・スリムがCEOを務めるテルメックスグループから支援を受け、その後のレースキャリアにおいて深い関係を築いた。
2004年よりテルメックスがレーシングチームを置くカテゴリの1つであるSkip Barber National Championshipから出走し、シリーズ11位となった。

### 渡欧後のレース
2005年にベルリンへ渡り、ドイツフォーミュラ・BMWに参戦。ケケ・ロズベルグが構えるチーム・ロズベルグにてシリーズ14位。2006年はADACベルリン・ブランデンブルクチームに移籍しシリーズ6位の戦績で終えた。
2006年から2007年のA1グランプリで2戦のみA1チーム・メキシコからスポット参戦したもののノーポイントに終わった。2007年よりイギリスF3ナショナルクラスに参戦し、21戦中14回のポールポジションと14勝を記録し圧勝でチャンピオンを獲得した。翌2008年はイギリスF3メジャークラスへと昇格し、優勝4回を記録してシリーズ4位となった。

### GP2
その後、2008年から2009年のGP2アジアシリーズに参戦。GP2シリーズでは強豪として数えられていたカンポス・レーシングから出走し、優勝2回を獲得し、シリーズ7位となった。2009年のGP2シリーズではアーデン・インターナショナルに移籍しシリーズ12位。
2009年から2010年のGP2アジアシリーズにはバルワ・アダックス・チームから参戦したが、5ポイントのみの獲得に終わった。しかし、2010年のGP2シリーズではパストール・マルドナドとチャンピオン争いを繰り広げ、モナコの第1レースで優勝を果たすなど5勝を収めたが、マルドナドに16ポイント引き離されシリーズ2位に終わった。

## F1

### ザウバー

#### 2011年

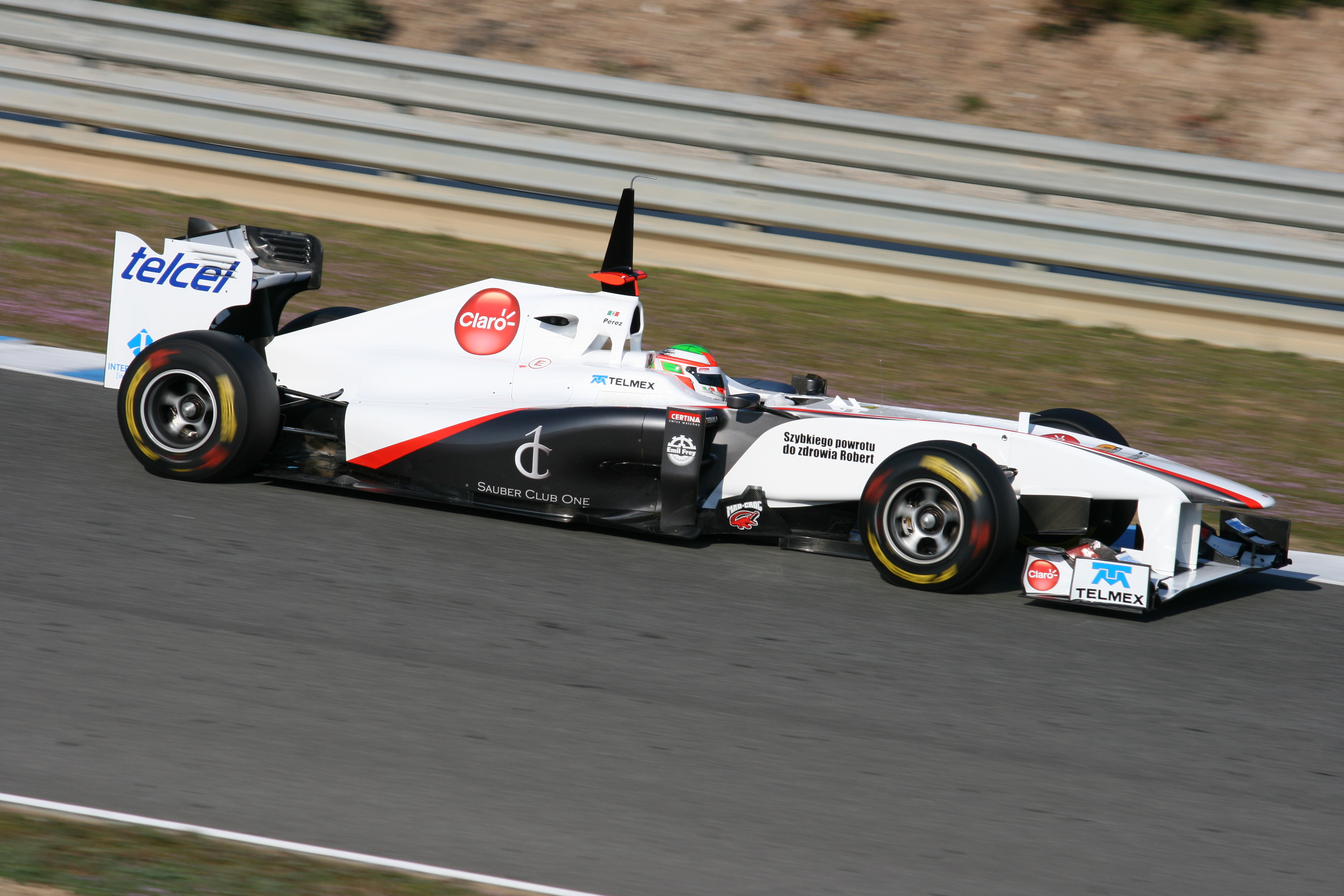
ヘレスでテストを行うペレス

2010年10月4日、ザウバーはセルジオ・ペレスを2011年の正ドライバーとして起用する事を発表した。このリリースと同時にテルメックスが2011年よりザウバーのスポンサーを行うことも発表された。また、フェラーリ・ドライバー・アカデミー (FDA) に加入することになった。
迎えた開幕戦オーストラリアGPでは、予選は13番手に終わるものの、決勝では他のドライバーが2ストップあるいは3ストップ作戦の中、唯一1ストップで完走。7位入賞となり、デビュー戦での入賞かと思われたが、マシンのリアウィングの車両規定違反が発覚。チームメイトで8位に入賞した小林可夢偉と共に失格処分となってしまった。第5戦スペインGPでは予選で12番手を獲得。決勝は9位となり、記録上での初入賞を果たした。
第6戦モナコGPでは木曜フリー走行から好タイムを叩き出し、予選でも自身初となるQ3進出を決めた。しかし、トンネル直後のヌーベルシケイン手前の路面バンプを拾ってしまい、バランスを崩してウォールに激突。時速260km/hを保ったままスライドした状態でシケインにあるスポンジバリアに側面から激突し、40G以上の強い衝撃を受けた。予選は赤旗中断となり、脳震盪と脚に捻挫を負ったのみの軽症で済んだが、決勝は欠場となった。第7戦カナダGPには出場する予定となっていたが、金曜フリー走行1を終えた時点で体調不良を訴え、以降のセッションを欠場した。この年は、小林の30ポイントに対して14ポイントにとどまった。

#### 2012年

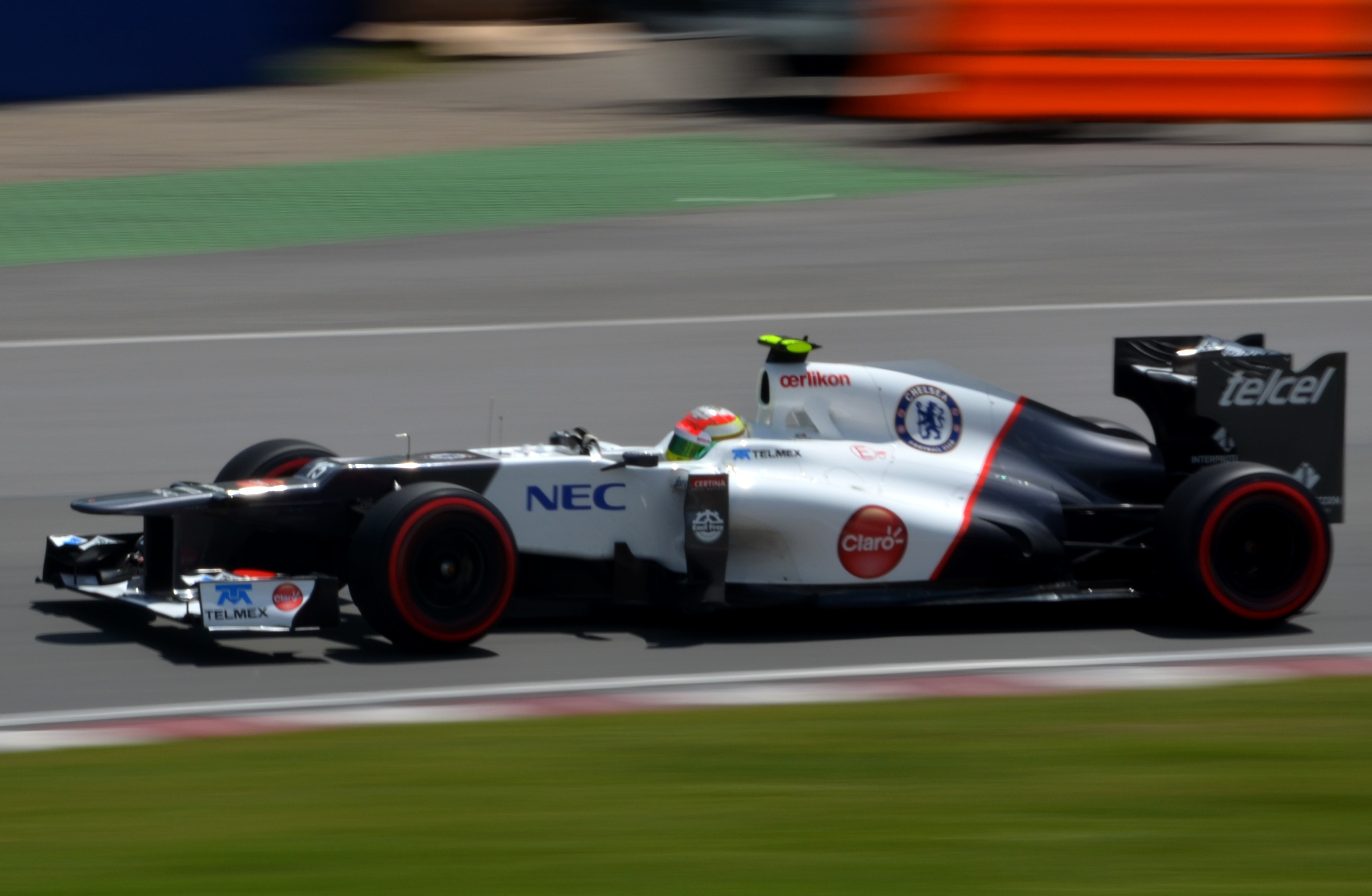
2012年カナダGP

2012年もザウバーより参戦。開幕戦では再び1ストップ戦略を遂行するも、最終ラップで他車との接触があり8位入賞。
次の第2戦マレーシアGPでは、予選10番手を記録し上位マシンの降格により9番手からスタート。スタート前から降り続いていた雨が激しくなると読み、いち早くウェットタイヤに交換すると豪雨による赤旗中断までに3位へ。中盤で2位に上がり、先頭を走るフェルナンド・アロンソに約5秒差から1秒差まで近づくも、ドライタイヤへ戻すタイミングが悪くまた5秒差へ。終盤にはタイヤの消耗が激しいアロンソを持ちのプライム側のタイヤで0.5秒差まで追い詰めたがコースオフしてしまい、またも5秒差となりそのままフィニッシュ。それでも2位であり、初めてのF1の表彰台に登った。F1に参戦して以降の最高成績にペーター・ザウバーが涙を流す場面がゴール後、国際映像に映し出された。
第6戦のモナコGPでは、予選時にクラッシュして予選23位であったが、決勝では自身初めてのファステストラップを記録した。
第7戦カナダGPでは予選15番手から1ストップ作戦が成功し、3位表彰台を獲得した。
第13戦イタリアGPでは同エンジンのフェラーリ勢を追い抜きシーズン2度目の2位。
ここまで3度の表彰台の活躍が評価され、第15戦日本GPの直前に来季マクラーレンへの移籍が発表された。一方で移籍が確定してからのレースではいずれも精彩を欠き3度のリタイアを含め、1度もポイントを獲得できずに終わっている。
最終的に表彰台3回も含めた計7回入賞。選手権のドライバーズランキングを10位で終えた。

### マクラーレン（2013年）

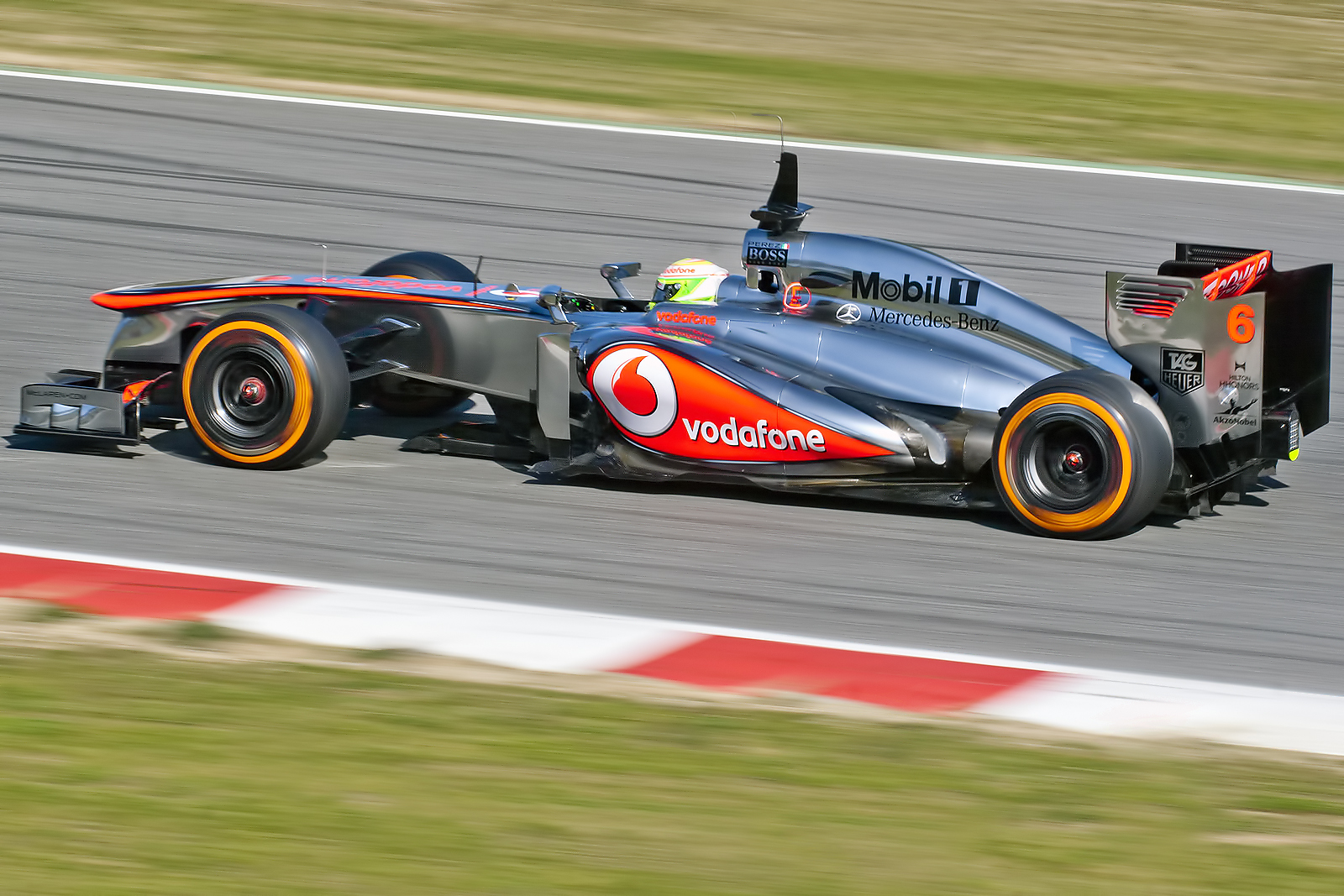
ヘレステストにて

この時期のトップチームの一角だったマクラーレンに移籍するも、30年ぶりに表彰台に上がらなかったマシンの戦闘力不足によりシーズンを通して苦しんだ。ペレス自身も「（マシンの戦闘力不足から）大きな改良が必要」「不満が残るシーズン」とコメントする始末であった。
第4戦バーレーンGPでは、チームメイトのジェンソン・バトンを上回ったものの、彼とホイール・トゥ・ホイールのバトル状態からのタイヤが接触する事態が起き、バトンが無線で声を荒げる一幕が国際中継に流れた。また、結果を残せていないこともあり、シーズン中盤からチームのシート喪失が噂されるほどであった。
最終的に完走扱いはあるもののバトンと共に全戦完走を果たしたが、最高位はインドグランプリの5位に留まり、バトンの73ポイントに対し、ペレスは48ポイントに終わった。また、マクラーレンは育成ドライバーのケビン・マグヌッセンと契約。ペレスは1年限りでマクラーレンを追い出される形になった。

### フォースインディア

#### 2014年
2014年はフォースインディアより参戦。チームメイトはニコ・ヒュルケンベルグ。
第3戦バーレーンGPでは3位に入り、2年ぶりとなる表彰台を獲得した。
第7戦カナダGPでも他車と異なる戦略で表彰台圏内を走行。しかし徐々にタイヤが厳しくなりオーバーテイクされていく形となる。そして最終周にペレスを抜いて行ったベッテルに続こうとしたマッサと1コーナーで接触し両車は大破しリタイアとなった。この事故でペレスは次戦5グリッド降格のペナルティを課せられた。しかし次戦のオーストリアGPはグリッド降格ペナルティがありながらも6位で入賞した。最終的にはランキング10位（59ポイント）でシーズンを終えた。

#### 2015年
引き続きフォースインディアから参戦。
新車開発が遅れ、前年とほとんど変わらないマシンでシーズンに臨む苦しい幕開けとなった。序盤は棚ぼたで入賞できるかどうかというような状況だったが、オーストリアGP(他メルセデスPU勢はカナダGPから導入)からの新PU導入、イギリスGPでの大型アップデート（Bスペック投入）の甲斐もあって上位を争うようになった。ロシアGPではレース前半にあったセーフティカー導入のタイミングでピットイン。タイヤ交換しなかったマシンのピットインに合わせ順位を上げてゆき、そのままレース終盤には暫定3位を走行。だが、52周目にバルテッリ・ボッタスとキミ・ライコネンに抜かれ、一旦は5位に落ちるが、最終ラップの53周目にその2台が接触で後退したこともあり、表彰台を獲得した。また、アブダビGPでは自己ベストタイの4番グリッド獲得から5位入賞とイギリスGP以降は6位以上の入賞を5回記録する結果を残した。
マシン開発の遅れがあったものの、リタイアはハンガリーGPの1回のみに留め、最終的にランキング9位(78ポイント)で終えた。

#### 2016年

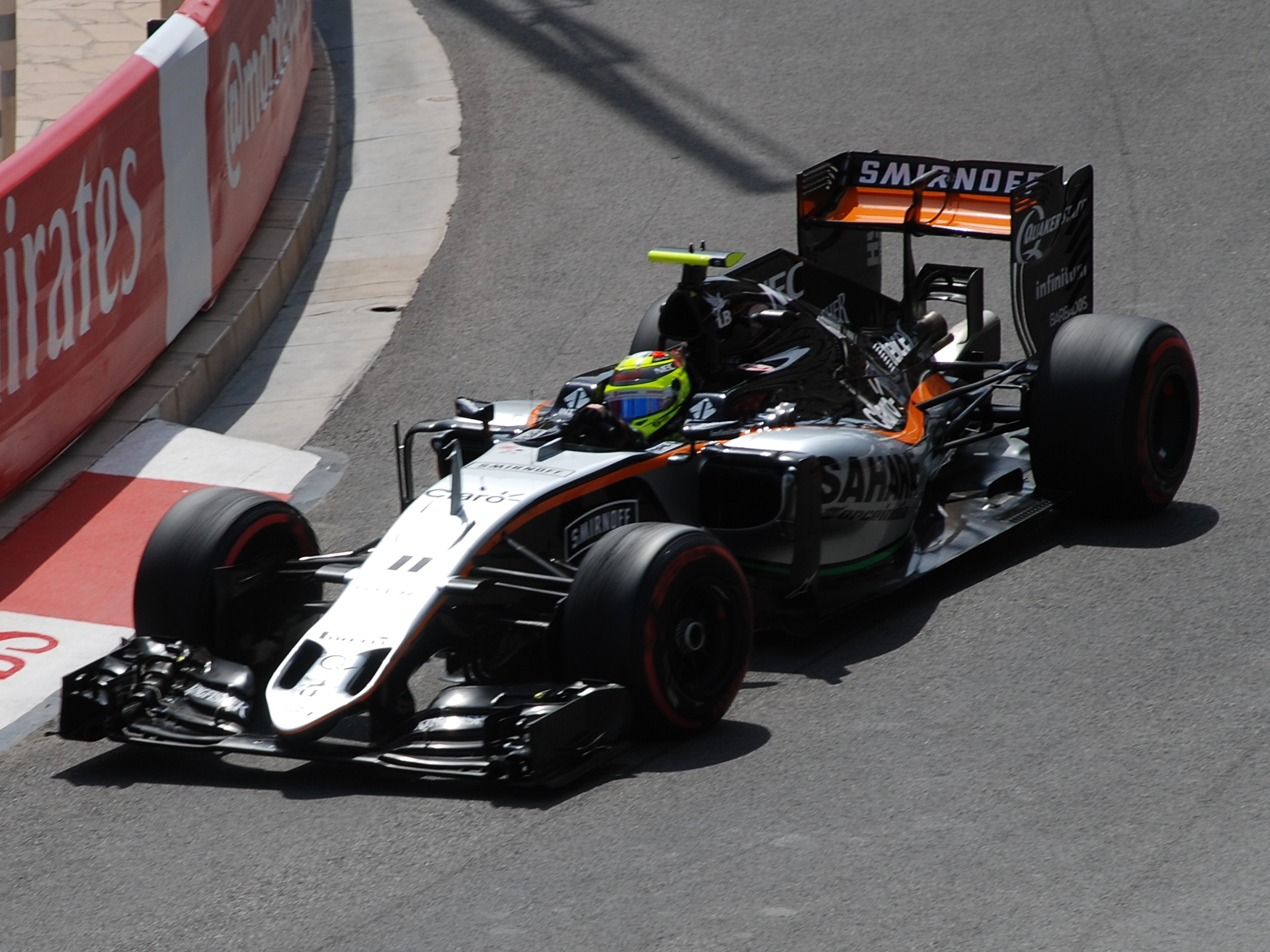
2016年モナコGP

不運も重なり開幕から3戦連続ノーポイントとなったがモナコGPで3位表彰台を獲得。さらにヨーロッパGPでも予選2番手を獲得（ギアボックス交換のペナルティで7番手スタート）し、決勝では順位を上げファイナルラップでフェラーリのライコネンをオーバーテイクして3位を獲得した。ブラジルGPではマックス・フェルスタッペンに抜かれるまで3位を走行しており最終的に4位入賞。ドイツGP以降は全戦で入賞しており、この年のトップ3チーム（メルセデス・フェラーリ・レッドブル）を除いたチームのドライバーでは唯一、100ポイント以上を獲得しランキング7位となった。またこの年、自身2度目となる全戦完走を達成している（ただしオーストリアGPは完走扱い）。F1での複数回年間全レース完走を達成した最初のドライバーとなった。
中盤には2017年にフェラーリへ移籍するという噂も囁かれたが、最終的にライコネンのフェラーリ残留が決定となり実現とはならなかった。その後もウィリアムズやルノーへの移籍も囁かれたが、マレーシアGP後に2017年もフォースインディアに残留することが発表された。

#### 2017年

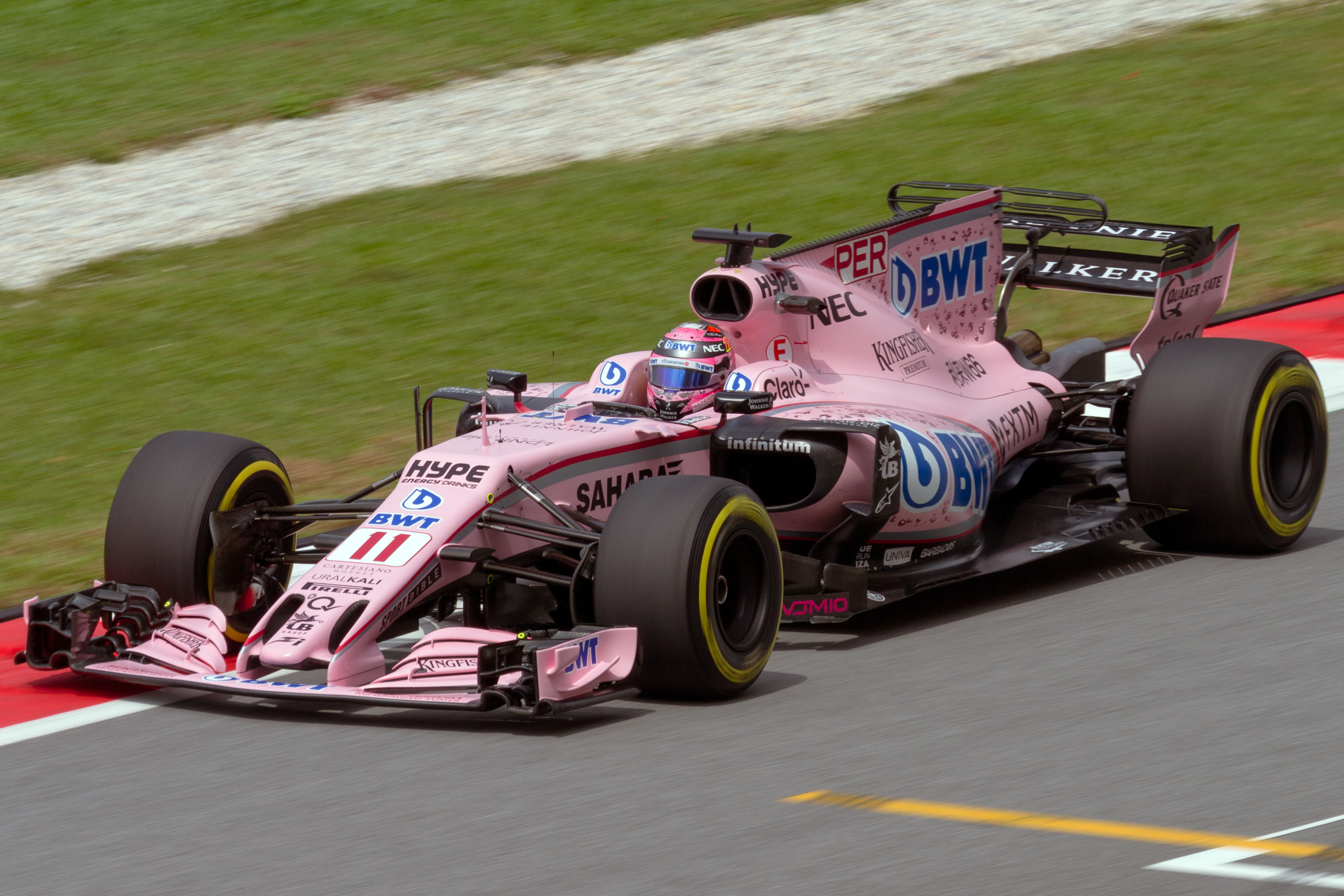
2017年マレーシアGP

チームメイトのヒュルケンベルグはルノーへの移籍を発表、エステバン・オコンがマノーGPから移籍。開幕戦オーストラリアGPで7位入賞を記録し、開幕戦から5戦連続入賞、第5戦スペインGPではシーズン最高位となる4位入賞を記録する結果を残した。
カナダGP終了時点では37戦連続完走を果たしニック・ハイドフェルドの持つ連続完走記録まであと4とせまっていたが、優勝の可能性もあったアゼルバイジャンGPでは、オコンとの同士討ちが原因でリタイアを喫し連続完走記録が途切れた。さらにベルギーGPでも再び同士討ちでリタイア（17位完走扱い）となり、チームが「今後はチームオーダーでコントロールする」と発言する事態となった。
最終的に表彰台はなかったが、この年もトップ3チームのドライバー6名に次ぐランキング7位で、この6名を除くドライバーで唯一の100ポイント獲得であった。

#### 2018年

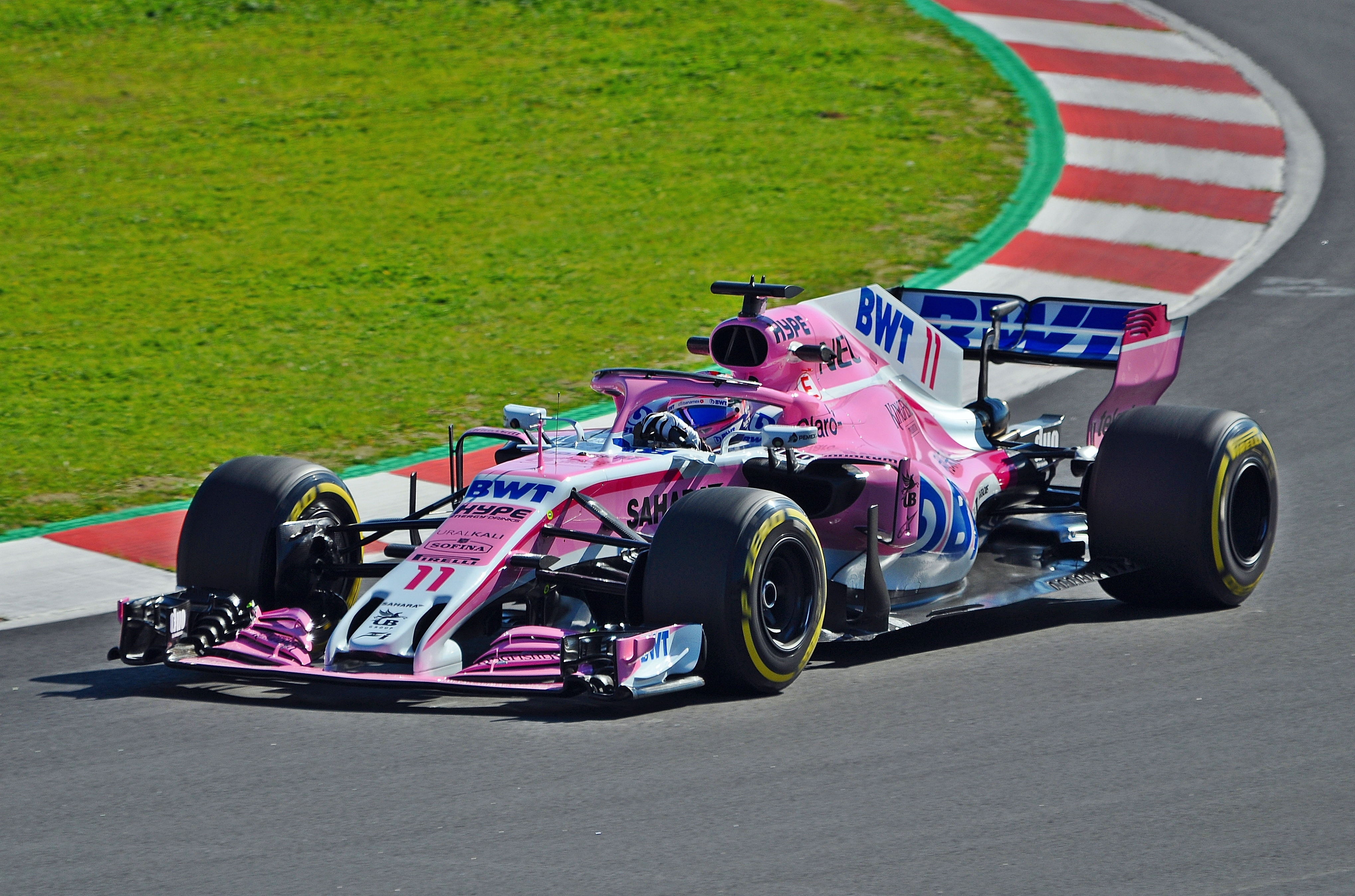
2018年カタロニアテスト

シーズン前半は風洞とCFD（数値流体力学）がマシンに合っていないことに起因する不調やチームの資金難により開発が停滞したが、クラッシュが相次ぎ波乱のレースとなったアゼルバイジャンGPでは2年振りの3位表彰台を獲得している。
ベルギーGPの前にチームの問題が解決する道筋がついたことにより、同GPの予選の走り込みから快調で、決勝ではオコンを従えてダブル入賞を果たすなど、決勝に強いことを改めて印象づけた。チーム名とオーナー変更にともなう訴訟問題を抱えつつも、ここから調子を取り戻し、アメリカGPにて来季の残留が発表された。
総獲得ポイント数こそ前年の約3割減となったが、表彰台1回を含む入賞12回を記録。最終的にはドライバーズランキング8位（62ポイント）となり、ランキングとしては前年より1つ下げたものの、アゼルバイジャンGPでの3位表彰台は、この年のトップ3チーム以外のドライバーが上がった唯一の表彰台獲得という結果を残している。

### レーシング・ポイント

#### 2019年

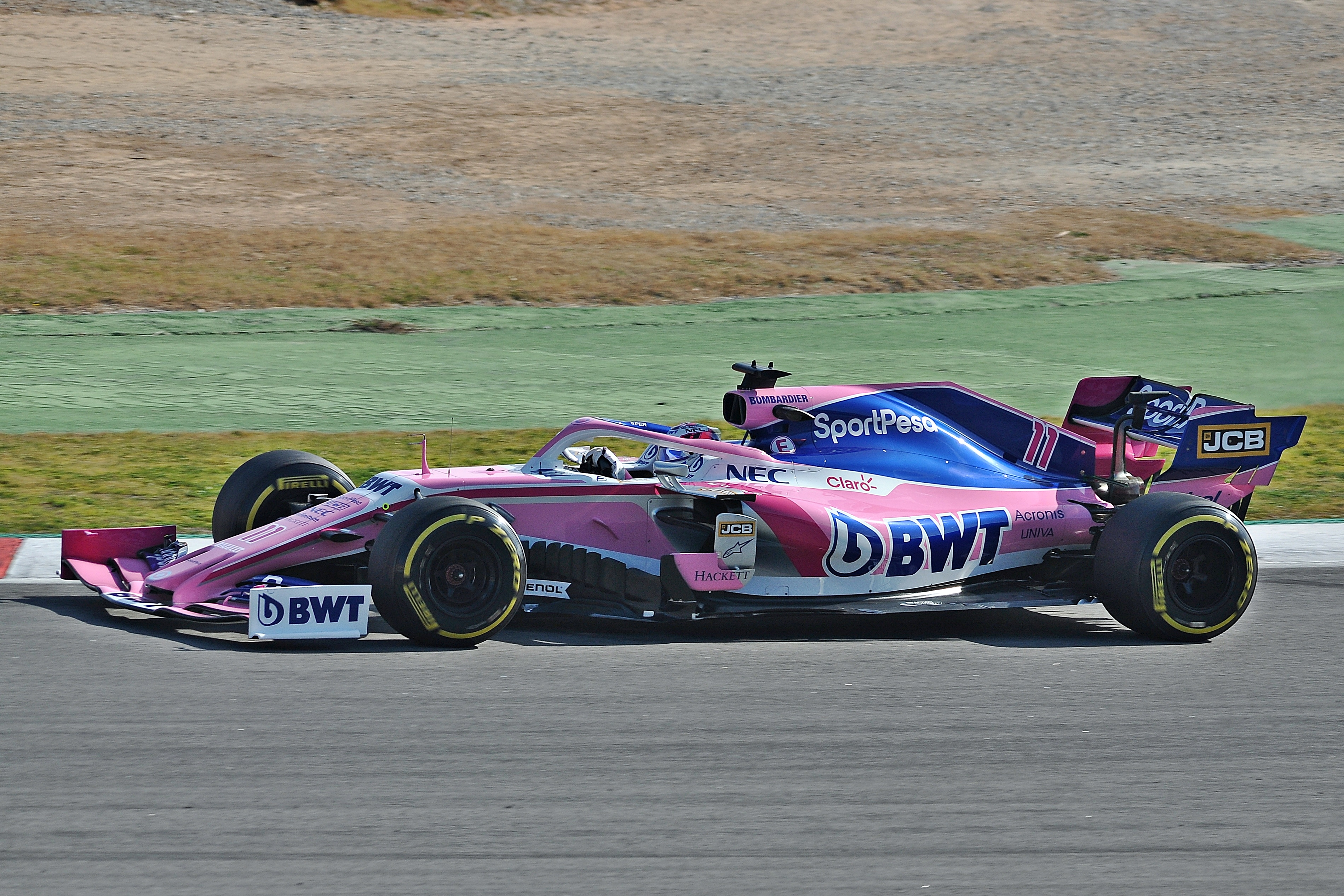
2019年カタロニアテスト

破産したフォース・インディアが買収され、チーム名を変更したレーシング・ポイントと1年契約。チームメイトはランス・ストロール。前年の破産に伴う2019年のマシン開発の混乱回避を優先した影響もあり、サマーブレイク前の第12戦までの間は3戦での入賞のみと厳しいレースが続いていたが、第11戦ドイツGPで投入されたアップグレードをきっかけにマシンの戦闘力が向上。マシントラブルでリタイアした第15戦シンガポールGP以外の全レースで入賞を果たした。事実上ストロールをエースとして扱うように見られる体制ながらも、ストロールを予選・決勝とも圧倒し格の違いを見せた。ベルギーGP開催中に改めてレーシングポイントと3年間の長期契約を結んだ事を発表した。

#### 2020年

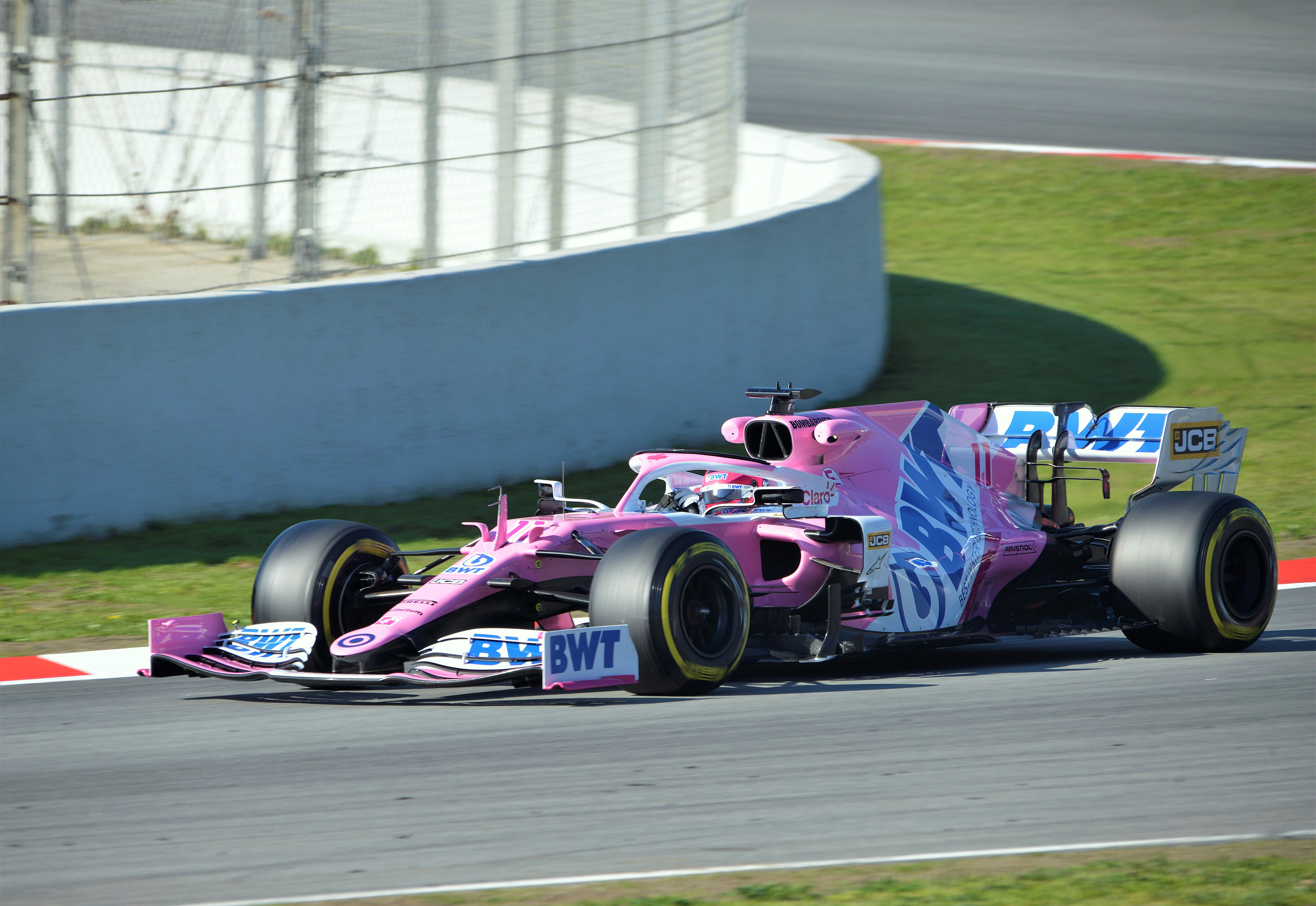
2020年カタロニアテスト

予定通りレーシング・ポイントから参戦。チームメイトの変更はなし。マシンについては別の意味で話題になったが（詳細はレーシング・ポイント RP20を参照）、それを抜きにしてもプレシーズンテストでは序盤から速さを見せた。シーズンはコロナウイルスの世界的流行の影響が深刻化し、F1は休止状態となり、4カ月遅れの7月にオーストリアGPでの開幕戦でスタートした。開幕戦から予選Q3進出を果たし決勝は6位入賞でスタート。第2戦は入賞圏外から順位を上げ、終盤の接触で順位を落としながらも入賞。第3戦の予選ではストロールに敗れたものの4番手を獲得して決勝も入賞を果たした。
ところが、第4戦前、パドックへの入場前に義務付けられているウイルス検査で再検査を求められ、7月30日の再検査にて新型コロナウイルスの陽性反応が検出。そうなった場合の規定に従い、隔離期間で実施される第4戦と第5戦の欠場が決定。この間の代役は元チームメイトであったニコ・ヒュルケンベルグが務めた。第6戦スペインGP前に陰性が確認されたため同レースより復帰した。
復帰戦となったスペインGPでは4位フィニッシュ（ただし青旗無視のペナルティーにより最終順位は5位に降格）を果たした。その後も入賞圏内で完走し続け、第9戦ではランキングの関係でストロールにのみアップグレードが投入される状況でありながら5位入賞。このレースでストロールのクラッシュによりそのパーツが失われ、追加生産も間に合わず、第9戦終了時点でもストロールの方がランキングで上に位置していたことから、次戦のロシアGPからペレス車に投入される予定だったものがストロール車に割り当てられてしまった。そんな状況下にもかかわらず、4位に入賞した。第14戦トルコGPでは11月の低温と雨の中で優勝したハミルトンと同じ1ストップ作戦を成功させ、2位表彰台を獲得。その次の第15戦バーレーンGPでは最終的にマシントラブルでリタイア（記録上は18位完走）を喫するが、レースの終盤まで3位を走行。そして第16戦サヒールGPでは5番手からスタートし、オープニングラップでルクレールに当てられて最後尾に転落するが、ここから怒涛の追い上げを見せ3位へ浮上、前を走っていたメルセデス勢2台がタイヤ交換ミスで順位を落としたことで首位に躍り出て、そのまま逃げ切りF1参戦190戦目にして初優勝を成し遂げた。メキシコ人ドライバーの優勝は、1970年ベルギーグランプリのペドロ・ロドリゲス以来50年ぶりとなった。最終戦アブダビGPはマシントラブルでリタイアに終わったが、自己最高となる年間4位を獲得した。
しかし、自身のシートに関してはセバスチャン・ベッテルのフェラーリ離脱に伴うドライバー市場の変動の影響を受けることとなった。元々、2019年に3年契約を結んではいたが、ベッテルがレーシングポイントに起用されペレスが放出されるという噂は絶えず、ベッテルも第3戦の頃にはF1残留の一環でレーシングポイントも含めたチームと交渉していることを明らかにしており、ペレス自身もベッテル加入の場合、放出されるのは自分だろうという覚悟もしていた。そんななか、第9戦トスカーナGP前となる9月10日、まずペレスがチームを今季で離れることを発表。その数時間後、チームからベッテルとの複数年契約締結を発表された。そのため、突然2021年のシートを失うこととなり、メディアからは他チームと交渉していると報じられていた。そんななか、レッドブルのアレクサンダー・アルボンが特筆する結果を残せていないことから、シート喪失が噂され、その過程でペレスのレッドブル入りの可能性があると報道。ペレス自身も2021年はレッドブル加入か休養の1年となるとコメントしていた。

### レッドブル

#### 2021年

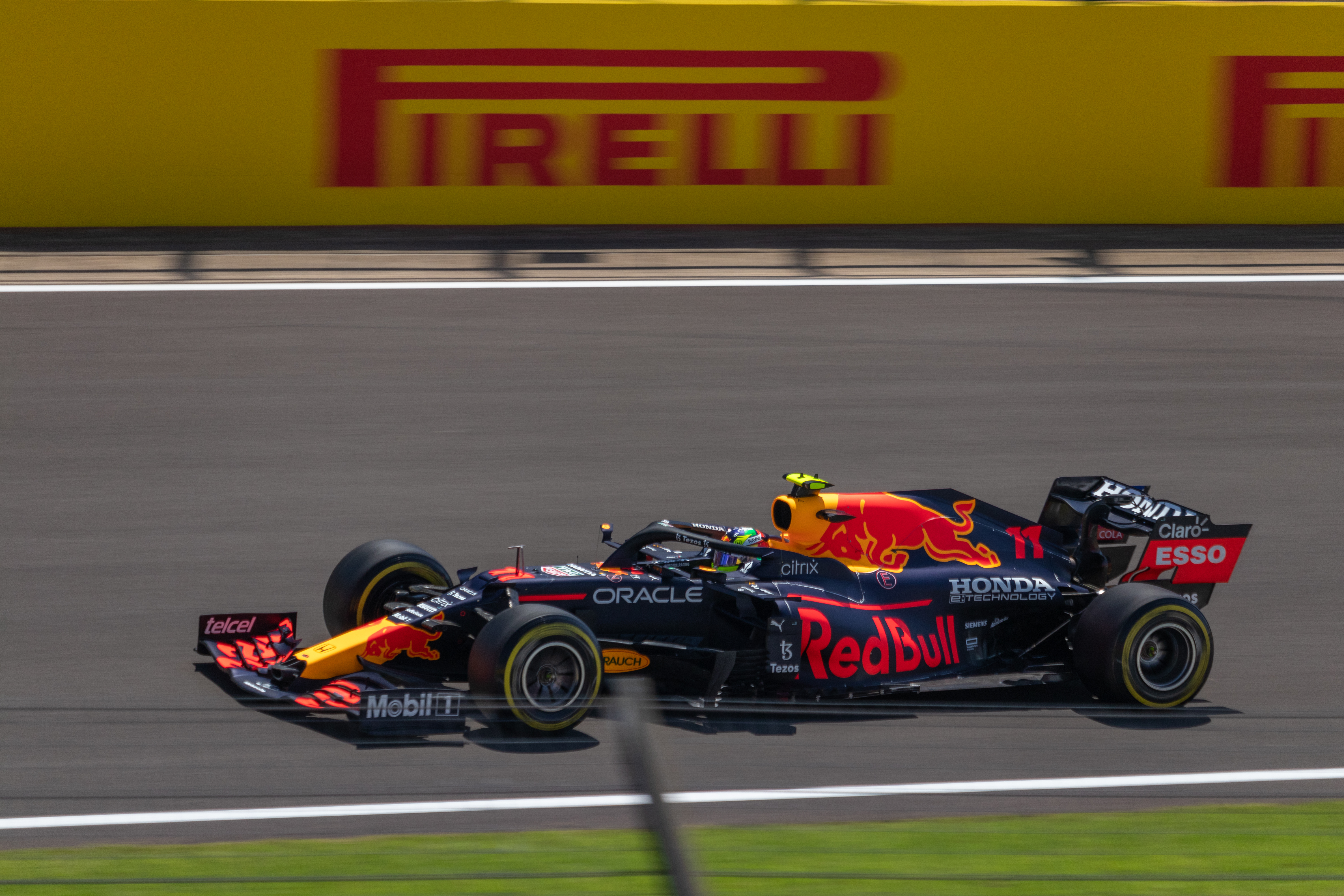
2021年イギリスGP

2020年シーズン終了後も所属チームが決まっていなかったが、2020年12月18日にレッドブルから参戦することが発表された。チームメイトはマックス・フェルスタッペン。レッドブルは長年、傘下の育成プログラム出身のドライバーを起用してきており、これまでレッドブルとは関わりがなかったペレスの起用は異例の人事と言えた（2007年にウィリアムズから移籍したマーク・ウェバー以来）。
開幕戦のバーレーンGPでは決勝のレコノサンスラップ中に原因不明のシャットダウンに見舞われコース上で停車。リタイアかと思われたが、エンジンの再始動に成功し、規定に従いピットレーンスタートという形で出走。実質最後尾となりながらも5位でチェッカーを受けた。
第2戦は予選2番手となりキャリア初のフロントローを獲得しながらも決勝は天候に翻弄され12位完走に終わった（ただし、前のマシンのペナルティによる順位変動により、記録上は11位完走となっている）。その後は自らも課題に挙げた予選の改善を目指すとコメントしつつ、第6戦を迎えた。
第6戦アゼルバイジャンGPでは、金曜日のFP2でのトップタイムやそれを受けて自信を見せるコメントを残し、予選は赤旗の影響で7番手に終わるが（前のマシンのペナルティにより決勝は6番手スタート）、決勝は快走。ピットイン後の15周目以降は2位となり、3位ルイス・ハミルトンの攻勢を防ぎきり、終盤まで2位を走行。首位フェルスタッペンのタイヤバーストによるリタイアと破片処理に伴う赤旗中断からの再スタート後、ハミルトンはブレーキ関連のミスで1コーナーを曲がれず直進し最下位に転落。自身はそのまま逃げ切って移籍後初の表彰台となるキャリア2勝目を飾った。
翌戦フランスGPでも3位表彰台を獲得。中盤戦は調子を落とすが、終盤戦に入ったトルコGPでは後ろから追い上げてきたハミルトンを抑え3位表彰台を獲得し、アメリカGP、母国メキシコGPと3戦連続で3位表彰台を獲得した。
最終戦アブダビGPでは、ステイアウトし暫定首位を走行中に後続から追い上げてきたハミルトンを1周に渡って巧みにブロックするなど、終盤戦はチームプレイに徹してフェルスタッペンのドライバーズタイトル獲得に大きく貢献し、自身も2年連続となるドライバーズランキング4位でシーズンを終えた。
当初は2021年のみの1年契約であったが、8月27日に2022年シーズンもレッドブルより参戦することが発表された。

#### 2022年
引き続きレッドブルより参戦。第2戦サウジアラビアGP予選で、自身F1キャリア初のポールポジションを獲得した。F1史上でメキシコ人ドライバー初のポールポジションとなり、またF1参戦215戦目でのポールポジション獲得は、歴代で最遅記録となった。決勝ではタイヤ交換直後に事故によるセーフティカーが導入され、優勝争いから脱落し4位。第3戦オーストラリアGPで今季初表彰台となる2位。第4戦エミリア・ロマーニャGPではフェルスタッペンに次ぐ2位表彰台を獲得し、2016年マレーシアGP以来、6年ぶりの1-2フィニッシュを飾った。第6戦スペインGPでもフェルスタッペンに次ぐ2位表彰台を獲得。第7戦モナコGPは雨により16分遅れで始まった。3番手からスタートしたペレスは22周目に先行していたサインツに対しオーバーカットを成功させトップに立つ。終盤は1分18秒台までペースが落ちたがポジションを守りきり、通算3勝目を自身初・メキシコ人としてもモナコGP初制覇となった。この勝利により、ペドロ・ロドリゲスが持っていたメキシコ人F1ドライバーの最多勝記録を更新。5月31日には2024年までレッドブルと契約延長することを発表した。
第8戦アゼルバイジャンGPまではフェルスタッペンに対し予選で3回上回るなど接戦となっていたが、第9戦カナダGPでは予選でクラッシュ（決勝はリタイア）。第11戦オーストリアGPでは他車との接触に起因するリタイア、第12戦フランスGPから5連勝したフェルスタッペンに対し、第14戦ベルギーGPを除き表彰台に登れないレースが続いた。ペレスの苦戦について、レッドブルのテクニカルディレクターのピエール・ワシェは「マシン開発によってRB18の性格が変化したことが一因」と認めている。第17戦シンガポールGPではVSCやセーフティカーが計5回も導入された荒れたレースとなったが、スタートでトップに立つと全周ラップリーダーを記録して優勝し、通算4勝目を飾った。第18戦日本GPでは最終周までルクレールと2位争いを繰り広げ、最終周のシケインでルクレールがショートカットしタイムペナルティが課せられたため、2位に繰り上がった。これにより、フェルスタッペンは2年連続でドライバーズタイトルを獲得した。自身は最終戦までルクレールとのランキング2位を争ったがあと一歩及ばず、ドライバーズランキング3位でシーズンを終えた。

#### 2023年
引き続きレッドブルより参戦。第2戦のサウジアラビアGPでは、自身5回目となる勝利を獲得した。更に第4戦アゼルバイジャンGPではフェルスタッペンを抑え優勝した。前半戦は好調な走りを見せていたが、中盤あたりから不調が続き苦戦を強いられる。不調が続いていた中、ドライバーズランキングでは過去最高となる2位を獲得することができたが、3年連続でドライバーズタイトルを獲得したフェルスタッペンに対しては290点差をつけられてしまった。

#### 2024年
引き続きレッドブルより参戦。シーズン序盤はバーレーンGP、サウジアラビアGP、日本GPで2位に入りチームの1-2フィニッシュに貢献。中国GPでも3位など安定した成績を残していたが、エミリア・ロマーニャGPで予選Q2敗退を喫すると急激に調子を落とし、モナコGPも予選Q1で敗退し決勝では1周目にハース勢の2台と接触し大クラッシュを演じてリタイアした。モナコGP終了後にチームとの契約を2年延長したが、契約延長を経て臨んだカナダGPでも予選Q1で敗退し、決勝はリタイア。イギリスGPでも予選Q1でスピンを喫し敗退、ノーポイントに終わるなどモナコ以降の5戦で11点の獲得にとどまり、ランキングは首位であるチームメイトのフェルスタッペンから137点差の6位に後退した。このことから、ダニール・クビアトやピエール・ガスリーがシートを失った例に見られるように、ドライバーの成績に厳しいレッドブルのドライバーであることから契約延長直後にも関わらずシーズン途中での更迭が噂されるようになるが、シーズン終了までチームに残留した。中盤戦に入ったあたりからはチームもマクラーレンやフェラーリ勢の後塵を拝すレースが目立つようになり、フェルスタッペンでさえも10戦近くにわたって勝利から遠ざかる状況ではあったが、ペレス自身も不調から抜け出すことはできず、特にアゼルバイジャンGP以降のシーズン終盤8戦(に加えスプリント3戦)では本戦3回、スプリント1回の入賞にとどまり獲得したポイントはわずか7ポイントとなり、自身のランキングは8位に、チームのランキングは3位に後退。また、2024年シーズン中にグランプリで勝利を挙げた4つのチームと契約していた8人のドライバーの中で唯一未勝利のままシーズンを終えることとなった。
12月19日、2024年シーズンをもってレッドブルを離脱すると発表した
。なお、2年の契約期間を残してのチーム離脱となるのに際して、ペレス側には多額の違約金が支払われるとされている。

## エピソード
- メキシコの大富豪のカルロス・スリムが経営する通信会社テルメックス、日本の電機大手NECのメキシコ法人(実際には日本の本社が契約に関わる)といったメキシコ系企業からの比較的多くのスポンサーマネーがあり、所属した中堅チームの戦力底上げに貢献している。ザウバー時代は年3度の表彰台を獲得し、フォースインディアではそれまで縁遠かった表彰台へ2016年まで毎年登り、2016年にはチーム参戦開始以来最上位の年間4位となった。
- 2012年にザウバーで獲得した3度の表彰台は、ザウバーに所属したドライバーの中で最多であり、特にマレーシアGPで獲得した2位はザウバー（BMWザウバー時代を除く）のF1における最高位である。
- タイヤの扱いに関してはかなりの上手さを誇りピットストップを減らす等、アグレッシブな戦略を採用することも可能で、それにより上位に進出するレースが目立っていた。ザウバー時代のチームメイトであった小林可夢偉について「僕はタイヤの使い方について、彼から多くのことを学んだんだ」[111]と語っている。
- 完走率は歴代F1ドライバーの中でも特に高く、失格となったデビュー戦は7位で完走しており、初完走の正式な記録こそ3戦目であったものの、決勝に進出した213戦（2021年シーズン終了現在、完走扱いを含む）のうちリタイアはわずか22回で完走率89%を誇る[112]。特に2015年から2021年にかけての合計137戦でリタイアはわずか9回（完走率93%)、2013年と2016年にシーズン全戦完走（完走扱い含む）を達成、F1史上初の複数回シーズン全戦完走者となった。2015年ベルギーグランプリからは連続完走を続け、ニック・ハイドフェルドの41戦連続完走記録に迫っていたが、2017年アゼルバイジャングランプリでチームメイトのエステバン・オコンとの接触が原因でリタイアし、連続完走は37戦で途切れてしまった。
- 通算6勝のうち5勝は市街地コースで記録しており、“キング・オブ・ザ・ストリート”と呼ばれている[113]。
- FDA出身者として初のフェラーリ正ドライバーとなったのは2019年のシャルル・ルクレールだが、その5年前にペレスが第1号になる可能性があった。元々、FDAに所属しフェラーリとは近しい関係だと考えられ、フェラーリ入りの噂も流れたが[114]、マクラーレンへの移籍に伴ってアカデミーから離脱し、フェラーリとの関係は絶つことになった[115]。 当時はフェラーリ側がペレスには荷が重いと判断しチームへの起用を見送ったという見方[116]をされていた。2019年の4月[117]に、2012年の好成績を受けてフェラーリから2014年のドライバー契約を提示されたことが明かされた。但し、2013年もザウバーに在籍することが条件であった為、ザウバーでの3年目を過ごすよりもマクラーレンへの移籍を選択した。これ以後は候補に挙げられなくなり、その時に一年待ってフェラーリに行くチャンスを逃したことは後悔していると語っている。
- 第10回MTV MIAW Awards(en:MTV_MIAW_Awards)のカップルゴールズ部門をチームメイトのマックス・フェルスタッペンと共に受賞した[118]。２人の関係はレッドブル・レーシング公式SNS上で「Chestappen」と称され度々使用されている[119]。彼らはこの賞を受賞した最初のF1ドライバーとなった。この際のトロフィはペレスの母国でもあるメキシコGPで授与[120]された後、レースのトロフィとともにレッドブル・レーシング本社に保管[121]されている。

## レース戦績

### 略歴
| 年      | シリーズ                                                          | チーム                                             | レース | 勝利 | PP | FL | 表彰台 | ポイント | 順位  |
| ------- | ----------------------------------------------------------------- | -------------------------------------------------- | ------ | ---- | -- | -- | ------ | -------- | ----- |
| 2004    | スキップ・バーバー・ナショナル・チャンピオンシップ（英語版）      | テルメックス・レーシング                           | 14     | 0    | 0  | -  | -      | 77       | 11位  |
| 2005    | フォーミュラ・BMW ADAC                                            | フォースピード・メディア                           | 19     | 0    | 0  | 0  | 1      | 37       | 14位  |
| 2006    | フォーミュラ・BMW ADAC                                            | ADAC・ベルリン＝ブランデンブルク（英語版）         | 18     | 0    | 0  | 0  | 2      | 112      | 6位   |
| 2006-07 | A1グランプリ                                                      | A1 チーム・メキシコ（英語版）                      | 2      | 0    | 0  | 0  | 0      | 35†      | 10位† |
| 2007    | イギリス・フォーミュラ3 インターナショナル・シリーズ - ナショナル | T-スポーツ                                         | 21     | 14   | 14 | 0  | 19     | 376      | 1位   |
| 2008    | イギリス・フォーミュラ3 インターナショナル・シリーズ              | T-スポーツ                                         | 22     | 4    | 0  | 1  | 7      | 195      | 4位   |
| 2008-09 | GP2アジアシリーズ                                                 | カンポス・グランプリ（英語版）                     | 11     | 2    | 0  | 1  | 3      | 26       | 7位   |
| 2009    | GP2シリーズ                                                       | アーデン・インターナショナル（英語版）             | 20     | 0    | 0  | 1  | 2      | 22       | 12位  |
| 2009-10 | GP2アジアシリーズ                                                 | バルワ・アダックス・チーム（英語版）               | 4      | 0    | 0  | 0  | 0      | 5        | 15位  |
| 2010    | GP2シリーズ                                                       | バルワ・アダックス・チーム（英語版）               | 20     | 5    | 1  | 5  | 7      | 71       | 2位   |
| 2011    | フォーミュラ1                                                     | ザウバーF1チーム                                   | 19     | 0    | 0  | 0  | 0      | 14       | 16位  |
| 2012    | フォーミュラ1                                                     | ザウバーF1チーム                                   | 20     | 0    | 0  | 1  | 3      | 66       | 10位  |
| 2013    | フォーミュラ1                                                     | ボーダフォン・マクラーレン・メルセデス             | 19     | 0    | 0  | 1  | 0      | 49       | 11位  |
| 2014    | フォーミュラ1                                                     | サハラ・フォース・インディアF1チーム               | 19     | 0    | 0  | 1  | 1      | 59       | 10位  |
| 2015    | フォーミュラ1                                                     | サハラ・フォース・インディアF1チーム               | 19     | 0    | 0  | 0  | 1      | 78       | 9位   |
| 2016    | フォーミュラ1                                                     | サハラ・フォース・インディアF1チーム               | 21     | 0    | 0  | 0  | 2      | 101      | 7位   |
| 2017    | フォーミュラ1                                                     | サハラ・フォース・インディアF1チーム               | 20     | 0    | 0  | 1  | 0      | 100      | 7位   |
| 2018    | フォーミュラ1                                                     | サハラ・フォース・インディアF1チーム               | 12     | 0    | 0  | 0  | 1      | 62       | 8位   |
| 2018    | フォーミュラ1                                                     | レーシング・ポイント・フォース・インディアF1チーム | 9      | 0    | 0  | 0  | 0      | 62       | 8位   |
| 2019    | フォーミュラ1                                                     | スポーツペサ・レーシング・ポイントF1チーム         | 21     | 0    | 0  | 0  | 0      | 52       | 10位  |
| 2020    | フォーミュラ1                                                     | BWT・レーシング・ポイントF1チーム                  | 16     | 1    | 0  | 0  | 2      | 125      | 4位   |
| 2021    | フォーミュラ1                                                     | レッドブル・レーシング・ホンダ                     | 22     | 1    | 0  | 2  | 5      | 190      | 4位   |
| 2022    | フォーミュラ1                                                     | オラクル・レッドブル・レーシング                   | 22     | 2    | 1  | 3  | 11     | 305      | 3位   |
| 2023    | フォーミュラ1                                                     | オラクル・レッドブル・レーシング                   | 22     | 2    | 2  | 2  | 9      | 285      | 2位   |
| 2024    | フォーミュラ1                                                     | オラクル・レッドブル・レーシング                   | 24     | 0    | 0  | 1  | 4      | 152      | 8位   |

- † : 他のドライバーが獲得したポイントも含む。
- * : 現状の今シーズン順位。

### スキップ・バーバー・ナショナル・チャンピオンシップ
| 年                | エントラント             | 1        | 2        | 3       | 4        | 5        | 6       | 7       | 8        | 9        | 10      | 11      | 12      | 13      | 14       | DC   | ポイント |
| ----------------- | ------------------------ | -------- | -------- | ------- | -------- | -------- | ------- | ------- | -------- | -------- | ------- | ------- | ------- | ------- | -------- | ---- | -------- |
| 2004年 （英語版） | テルメックス・レーシング | SEB 1 13 | SEB 2 17 | VIR 1 7 | VIR 2 17 | ROA 1 20 | ROA 2 8 | HAL 1 8 | HAL 2 11 | MOS 1 10 | MOS 2 6 | MTT 1 9 | MTT 2 9 | ROA 1 3 | ROA 2 16 | 11位 | 77       |

- 太字はポールポジション、斜字はファステストラップ。(key)

### フォーミュラ・BMW ADAC
| 年                | エントラント                                | 1        | 2       | 3         | 4         | 5       | 6         | 7        | 8       | 9        | 10      | 11        | 12        | 13       | 14        | 15        | 16      | 17       | 18       | 19       | 20        | DC   | ポイント |
| ----------------- | ------------------------------------------- | -------- | ------- | --------- | --------- | ------- | --------- | -------- | ------- | -------- | ------- | --------- | --------- | -------- | --------- | --------- | ------- | -------- | -------- | -------- | --------- | ---- | -------- |
| 2005年 （英語版） | フォースピード・メディア                    | HOC 1 13 | HOC 2   | LAU 1 6   | LAU 2 Ret | SPA 1 5 | SPA 2 DNS | NÜR 1 15 | NÜR 2 8 | BRN 1 12 | BRN 2 8 | OSC 1 Ret | OSC 2 14  | NOR 1 13 | NOR 2 13  | NÜR 1 Ret | NÜR 2 9 | ZAN 1 14 | ZAN 2 15 | HOC 1 12 | HOC 2 Ret | 14位 | 37       |
| 2006年 （英語版） | ADAC・ベルリン＝ブランデンブルク （英語版） | HOC 1 5  | HOC 2 4 | LAU 1 Ret | LAU 2 6   | NÜR 1 5 | NÜR 2 6   | OSC 1 3  | OSC 2 6 | OSC 1 7  | OSC 2 5 | NOR 1 5   | NOR 2 DSQ | NÜR 1 9  | NÜR 2 Ret | ZAN 1 5   | ZAN 2 3 | HOC 1 6  | HOC 2 5  |          |           | 6位  | 112      |

- 太字はポールポジション、斜字はファステストラップ。(key)

### A1グランプリ
| 年        | エントラント                   | 1       | 2       | 3       | 4       | 5       | 6       | 7       | 8       | 9       | 10      | 11         | 12         | 13         | 14         | 15      | 16      | 17         | 18         | 19         | 20          | 21      | 22      | DC   | ポイント |
| --------- | ------------------------------ | ------- | ------- | ------- | ------- | ------- | ------- | ------- | ------- | ------- | ------- | ---------- | ---------- | ---------- | ---------- | ------- | ------- | ---------- | ---------- | ---------- | ----------- | ------- | ------- | ---- | -------- |
| 2006-07年 | A1 チーム・メキシコ （英語版） | NED SPR | NED FEA | CZE SPR | CZE FEA | CHN SPR | CHN FEA | MYS SPR | MYS FEA | IDN SPR | IDN FEA | NZL SPR PO | NZL FEA PO | AUS SPR PO | AUS FEA PO | RSA SPR | RSA FEA | MEX SPR PO | MEX FEA PO | CHN SPR 15 | CHN FEA Ret | GBR SPR | GBR FEA | 10位 | 35       |

- 太字はポールポジション、斜字はファステストラップ。(key)

### イギリス・フォーミュラ3選手権
| 年                | エントラント | エンジン | クラス | 1         | 2         | 3        | 4        | 5        | 6        | 7        | 8        | 9         | 10      | 11       | 12       | 13      | 14       | 15       | 16       | 17       | 18       | 19        | 20        | 21        | 22       | DC  | ポイント |
| ----------------- | ------------ | -------- | ------ | --------- | --------- | -------- | -------- | -------- | -------- | -------- | -------- | --------- | ------- | -------- | -------- | ------- | -------- | -------- | -------- | -------- | -------- | --------- | --------- | --------- | -------- | --- | -------- |
| 2007年 （英語版） | T-スポーツ   | 無限     | N      | OUL 1 Ret | OUL 2 DNS | DON 1 15 | DON 2 10 | BUC 1 13 | BUC 2 11 | SNE 1 13 | SNE 2 20 | MNZ 1 10  | MNZ 2 7 | BRH 1 13 | BRH 2 16 | SPA 1 9 | SPA 1 15 | SIL 1 11 | SIL 2 12 | THR 1 10 | THR 2 13 | CRO 1 11  | CRO 2 13  | ROC 1 14  | ROC 2 13 | 1位 | 376      |
| 2008年 （英語版） | T-スポーツ   | 無限     | C      | OUL 1 7   | OUL 2 13  | CRO 1    | CRO 2    | MNZ 1    | MNZ 2 1  | ROC 1 6  | ROC 2 13 | SNE 1 Ret | SNE 2 4 | THR 1 7  | THR 2 4  | BRH 1 4 | BRH 2 1  | SPA 1 6  | SPA 1 2  | SIL 1 4  | SIL 2 4  | BUC 1 Ret | BUC 2 Ret | DON 1 Ret | DON 2 3  | 4位 | 195      |

- 太字はポールポジション、斜字はファステストラップ。(key)

### GP2アジアシリーズ
| 年        | エントラント                          | 1           | 2         | 3           | 4          | 5          | 6           | 7         | 8         | 9           | 10        | 11          | 12         | DC   | ポイント |
| --------- | ------------------------------------- | ----------- | --------- | ----------- | ---------- | ---------- | ----------- | --------- | --------- | ----------- | --------- | ----------- | ---------- | ---- | -------- |
| 2008-09年 | カンポス・グランプリ （英語版）       | SHI FEA Ret | SHI SPR 7 | DUB FEA 6   | DUB SPR C  | BHR1 FEA 8 | BHR1 SPR 1  | LSL FEA 2 | LSL SPR 1 | SEP FEA Ret | SEP SPR 6 | BHR2 FEA 12 | BHR2 SPR 9 | 7位  | 26       |
| 2009-10年 | バルワ・アダックス・チーム （英語版） | YMC1 FEA    | YMC1 SPR  | YMC2 FEA 12 | YMC2 SPR 4 | BHR1 FEA 7 | BHR1 SPR 17 | BHR2 FEA  | BHR2 SPR  |             |           |             |            | 15位 | 5        |

- 太字はポールポジション、斜字はファステストラップ。(key)

### GP2シリーズ
| 年     | エントラント                            | 1          | 2           | 3          | 4         | 5           | 6          | 7          | 8          | 9         | 10         | 11          | 12         | 13        | 14          | 15          | 16        | 17          | 18          | 19          | 20          | DC   | ポイント |
| ------ | --------------------------------------- | ---------- | ----------- | ---------- | --------- | ----------- | ---------- | ---------- | ---------- | --------- | ---------- | ----------- | ---------- | --------- | ----------- | ----------- | --------- | ----------- | ----------- | ----------- | ----------- | ---- | -------- |
| 2009年 | アーデン・インターナショナル （英語版） | CAT FEA 14 | CAT SPR 17  | MON FEA 12 | MON SPR 9 | IST FEA Ret | IST SPR 16 | SIL FEA 4  | SIL SPR 6  | NÜR FEA 8 | NÜR SPR 20 | HUN FEA Ret | HUN SPR 16 | VAL FEA 3 | VAL SPR 2   | SPA FEA Ret | SPA SPR 4 | MNZ FEA Ret | MNZ SPR Ret | ALG FEA Ret | ALG SPR 11  | 12位 | 22       |
| 2010年 | バルワ・アダックス・チーム （英語版）   | CAT FEA 4  | CAT SPR Ret | MON FEA 1  | MON SPR 6 | IST FEA DSQ | IST SPR 7  | VAL FEA 11 | VAL SPR 16 | SIL FEA 5 | SIL SPR 1  | HOC FEA 2   | HOC SPR 1  | HUN FEA 3 | HUN SPR Ret | SPA FEA 7   | SPA SPR 1 | MNZ FEA Ret | MNZ SPR 13  | YMC FEA 1   | YMC SPR Ret | 2位  | 71       |

- 太字はポールポジション、斜字はファステストラップ。(key)

### フォーミュラ1
| 年     | エントラント         | シャシー | エンジン                               | 1       | 2       | 3      | 4      | 5       | 6       | 7       | 8       | 9       | 10       | 11       | 12       | 13      | 14     | 15      | 16      | 17        | 18     | 19      | 20      | 21      | 22      | 23        | 24      | WDC  | ポイント |
| ------ | -------------------- | -------- | -------------------------------------- | ------- | ------- | ------ | ------ | ------- | ------- | ------- | ------- | ------- | -------- | -------- | -------- | ------- | ------ | ------- | ------- | --------- | ------ | ------- | ------- | ------- | ------- | --------- | ------- | ---- | -------- |
| 2011年 | ザウバー             | C30      | フェラーリ 056 2.4 V8                  | AUS DSQ | MAL Ret | CHN 17 | TUR 14 | ESP 9   | MON DNS | CAN PO  | EUR 11  | GBR 7   | GER 11   | HUN 15   | BEL Ret  | ITA Ret | SIN 10 | JPN 8   | KOR 16  | IND 10    | ABU 11 | BRA 13  |         |         |         |           |         | 16位 | 14       |
| 2012年 | ザウバー             | C31      | フェラーリ 056 2.4 V8                  | AUS 8   | MAL 2   | CHN 11 | BHR 11 | ESP Ret | MON 11  | CAN 3   | EUR 9   | GBR Ret | GER 6    | HUN 14   | BEL Ret  | ITA 2   | SIN 10 | JPN Ret | KOR 11  | IND Ret   | ABU 15 | USA 11  | BRA Ret |         |         |           |         | 10位 | 66       |
| 2013年 | マクラーレン         | MP4-28   | メルセデス FO 108Z 2.4 V8              | AUS 11  | MAL 9   | CHN 11 | BHR 6  | ESP 9   | MON 16† | CAN 11  | GBR 20† | GER 8   | HUN 9    | BEL 11   | ITA 12   | SIN 8   | KOR 10 | JPN 15  | IND 5   | ABU 9     | USA 7  | BRA 6   |         |         |         |           |         | 11位 | 49       |
| 2014年 | フォース・インディア | VJM07    | メルセデス PU106A Hybrid 1.6 V6 t      | AUS 10  | MAL DNS | BHR 3  | CHN 9  | ESP 9   | MON Ret | CAN 11† | AUT 6   | GBR 11  | GER 10   | HUN Ret  | BEL 8    | ITA 7   | SIN 7  | JPN 10  | RUS 10  | USA Ret   | BRA 15 | ABU 7   |         |         |         |           |         | 10位 | 59       |
| 2015年 | フォース・インディア | VJM08    | メルセデス PU106B Hybrid 1.6 V6 t      | AUS 10  | MAL 13  | CHN 11 | BHR 8  | ESP 13  | MON 7   | CAN 11  | AUT 9   |         |          |          |          |         |        |         |         |           |        |         |         |         |         |           |         | 9位  | 78       |
| 2015年 | フォース・インディア | VJM08B   | メルセデス PU106B Hybrid 1.6 V6 t      |         |         |        |        |         |         |         |         | GBR 9   | HUN Ret  | BEL 5    | ITA 6    | SIN 7   | JPN 12 | RUS 3   | USA 5   | MEX 8     | BRA 12 | ABU 5   |         |         |         |           |         | 9位  | 78       |
| 2016年 | フォース・インディア | VJM09    | メルセデス PU106C Hybrid 1.6 V6 t      | AUS 13  | BHR 16  | CHN 11 | RUS 9  | ESP 7   | MON 3   | CAN 10  | EUR 3   | AUT 17† | GBR 6    | HUN 11   | GER 10   | BEL 5   | ITA 8  | SIN 8   | MAL 6   | JPN 7     | USA 8  | MEX 10  | BRA 4   | ABU 8   |         |           |         | 7位  | 101      |
| 2017年 | フォース・インディア | VJM10    | メルセデス M08 EQ Power+ 1.6 V6 t      | AUS 7   | CHN 9   | BHR 7  | RUS 6  | ESP 4   | MON 13  | CAN 5   | AZE Ret | AUT 7   | GBR 9    | HUN 8    | BEL 17†  | ITA 9   | SIN 5  | MAL 6   | JPN 7   | USA 8     | MEX 7  | BRA 9   | ABU 7   |         |         |           |         | 7位  | 100      |
| 2018年 | フォース・インディア | VJM11    | メルセデス M09 EQ Power+ 1.6 V6 t      | AUS 11  | BHR 16  | CHN 12 | AZE 3  | ESP 9   | MON 12  | CAN 14  | FRA Ret | AUT 7   | GBR 10   | GER 7    | HUN 14   |         |        |         |         |           |        |         |         |         |         |           |         | 8位  | 62       |
| 2018年 | レーシング・ポイント | VJM11    | メルセデス M09 EQ Power+ 1.6 V6 t      |         |         |        |        |         |         |         |         |         |          |          |          | BEL 5   | ITA 7  | SIN 16  | RUS 10  | JPN 7     | USA 8  | MEX Ret | BRA 10  | ABU 8   |         |           |         | 8位  | 62       |
| 2019年 | レーシング・ポイント | RP19     | メルセデス M10 EQ Power+ 1.6 V6 t      | AUS 13  | BHR 10  | CHN 8  | AZE 6  | ESP 15  | MON 12  | CAN 12  | FRA 12  | AUT 11  | GBR 17   | GER Ret  | HUN 11   | BEL 6   | ITA 7  | SIN Ret | RUS 7   | JPN 8     | MEX 7  | USA 10  | BRA 9   | ABU 7   |         |           |         | 10位 | 52       |
| 2020年 | レーシング・ポイント | RP20     | メルセデス M11 EQ Performance 1.6 V6 t | AUT 6   | STY 6   | HUN 7  | GBR WD | 70A     | ESP 5   | BEL 10  | ITA 10  | TUS 5   | RUS 4    | EIF 4    | POR 7    | EMI 6   | TUR 2  | BHR 18† | SKH 1   | ABU Ret   |        |         |         |         |         |           |         | 4位  | 125      |
| 2021年 | レッドブル           | RB16B    | ホンダ RA621H 1.6 V6 t                 | BHR 5   | EMI 11  | POR 4  | ESP 5  | MON 4   | AZE 1   | FRA 3   | STY 4   | AUT 6   | GBR 1620 | HUN Ret  | BEL 19   | NED 8   | ITA 59 | RUS 9   | TUR 3   | USA 3     | MXC 3  | SÃO 4   | QAT 4   | SAU Ret | ABU 15† |           |         | 4位  | 190      |
| 2022年 | レッドブル           | RB18     | レッドブル RBPTH001 1.6 V6 t           | BHR 18† | SAU 4   | AUS 2  | EMI 23 | MIA 4   | ESP 2   | MON 1   | AZE 2   | CAN Ret | GBR 2    | AUT Ret5 | FRA 4    | HUN 5   | BEL 2  | NED 5   | ITA 6   | SIN 1     | JPN 2  | USA 4   | MXC 3   | SÃO 75  | ABU 3   |           |         | 3位  | 305      |
| 2023年 | レッドブル           | RB19     | ホンダ RBPTH001 1.6 V6 t               | BHR 2   | SAU 1   | AUS 5  | AZE 1  | MIA 2   | MON 16  | ESP 4   | CAN 6   | AUT 32  | GBR 6    | HUN 3    | BEL 2Ret | NED 4   | ITA 2  | SIN 8   | JPN Ret | QAT 10Ret | USA 45 | MXC Ret | SÃO 43  | LVG 3   | ABU 4   |           |         | 2位  | 285      |
| 2024年 | レッドブル           | RB20     | ホンダ RBPTH002 1.6 V6 t               | BHR 2   | SAU 2   | AUS 5  | JPN 2  | CHN 3   | MIA 43  | EMI 8   | MON Ret | CAN Ret | ESP 8    | AUT 78   | GBR 17   | HUN 7   | BEL 7  | NED 6   | ITA 8   | AZE 17†   | SIN 10 | USA 79  | MXC 17  | SÃO 118 | LVG 10  | QAT Ret20 | ABU Ret | 8位  | 152      |

- 太字はポールポジション、斜字はファステストラップ。(key)
- † : リタイアだが、90%以上の距離を走行したため規定により完走扱い。
- 決勝順位右上の小数字はスプリント予選・スプリントレースでの順位。
- * : 現状の今シーズン順位。